# Jean-Christophe Ravier
Jean-Christophe Ravier (Avignon, 10 de abril de 1979) é um ex-piloto francês de automobilismo[carece de fontes?].
Iniciou sua carreira no kart em 1993, vencendo o campeonato mundial da modalidade em 1996. Foi para os monopostos em 1997, sendo campeão da Fórmula Ford de seu país no ano seguinte. Em 1999 venceu a classe B da Fórmula 3 francesa.
Ravier, que também competiu na Fórmula Renault (versões francesa e Eurocup), na World Series (Open/Telefónica em 2000 e World Series by Nissan entre 2001 e 2004) e na Eurocup Mégane Trophy, deixou as pistas em 2008, após uma rápida passagem pela American Le Mans Series[carece de fontes?].